# Наймичка (фільм)
«Наймичка» — український радянський музичний фільм за мотивами опери Михайла Вериківського, знятий на Кіностудії Довженка. Сюжет фільму базується на однойменній поемі Тараса Шевченка.
Фільм вийшов в прокат в УРСР у січні 1964 року.

## Сюжет

Офіційний україномовний постер №2

Молода дівчина, обманута заїжджим уланом, підкидає свого позашлюбного сина в чужу бездітну сім'ю. Але через деякий час, не витримавши розлуки, вона поступає в цю сім'ю наймичкою.

## Актори
- Віра Донська-Присяжнюк (співає Лілія Лобанова) — Ганна
- Лариса Руденко — Настя
- Борис Гмиря — Трохим
- Андрій Подубинський (співає Володимир Тимохін) — Марко
- Марія Форманюк (співає Єлизавета Чавдар) — Катря
- Олександр Мовчан — улан

В епізодах: Азалія Власова, Петро Міхневич, Дмитро Капка, Віталій Лобода

## Творча команда
- Сценаристи: Ірина Молостова, Михайло Ткач
- Режисери-постановники: Ірина Молостова, Василь Лапокниш
- Оператор-постановник: Сергій Лисецький
- Художник-постановник: Микола Рєзник
- Режисер: Іван Левченко
- Другий оператор: Павло Король
- Монтажер: Л. Мхітар'янц
- Редактор: Микола Омельченко
- Звукооператор: Ростислав Максимцов
- Композитор: Михайло Вериківський
- Композитор-консультант: В. Рибальченко
- Музичний редактор: Ігор Ключарьов
- Грим: Олексій Матвєєв
- Костюми: Ядвіга Добровольська
- Комбіновані зйомки:
  - оператор: Павло Король
  - художник: Михайло Полунін
- Директор картини: Леонід Корецький
- Музиканти:
  - Державний симфонічний оркестр УРСР, диригент: С. Турчак, концертмейстери: Н. Котлярська, Лідія Ржецька
  - Хор Державного академічного театру опери та балету ім. Т. Г. Шевченко, хормейстери: Володимир Колесник, Лев Венедиктов

## Нагороди
- 1964 — Всесоюзний кінофестиваль у Ленінграді: Премія за найкраще виконання жіночої ролі — Вірі Донській-Присяжнюк.[1]